# Goniopora stutchburyi
Goniopora stutchburyi är en korallart som beskrevs av Wells 1955. Goniopora stutchburyi ingår i släktet Goniopora och familjen Poritidae. IUCN kategoriserar arten globalt som livskraftig. Inga underarter finns listade i Catalogue of Life.